# Iker Goujón
Iker Goujón Pozuelo (Tarragona, España, 11 de septiembre de 1999) es un futbolista español que juega como centrocampista en el Villarreal CF "B" de la Segunda División de España.

## Trayectoria
Natural de Sant Pere i Sant Pau, un barrio de Tarragona, es un centrocampista formado en las categorías inferiores del Club Esportiu Santes Creus, FC Barcelona y Club de Futbol Reus Deportiu, al que llegó en categoría cadete. En la temporada 2018-19, formó parte de la plantilla del Club de Futbol Reus Deportiu “B” de la Tercera División de España y aunque fue convocado en varias ocasiones con el primer equipo de Segunda División de España, no llegó a debutar.
El 23 de julio de 2019, firma por el FC Andorra de la Segunda División B de España, con el que juega 13 encuentros de liga en los que anota 2 goles y 2 encuentros de Copa del Rey en la temporada 2019-20.
En la temporada 2020-21, disputa 19 encuentros de liga en los que anota 2 goles y un encuentro de Copa del Rey.
El 28 de mayo de 2021, firma con el Villarreal CF "B" de la Segunda División B de España,  con el que juega 10 encuentros y anota 2 goles en la temporada 2021-22.
El 11 de junio de 2022, el Villarreal "B" lograría el ascenso a la Segunda División de España, tras vencer en la final de la eliminatoria por el ascenso al Club Gimnàstic de Tarragona por dos goles a cero en el Estadio de Balaídos.

## Estadísticas

### Clubes
Actualizado al último partido disputado el 11 de noviembre de 2023.
| Club                             | Div.          | Temporada     | Liga  | Liga  | Copas nacionales | Copas nacionales | Copas internacionales | Copas internacionales | Total | Total |
| Club                             | Div.          | Temporada     | Part. | Goles | Part.            | Goles            | Part.                 | Goles                 | Part. | Goles |
| -------------------------------- | ------------- | ------------- | ----- | ----- | ---------------- | ---------------- | --------------------- | --------------------- | ----- | ----- |
| C. F. Reus Deportiu "B" · España | 4.ª           | 2017-18       | 6     | 1     | ―                | ―                | ―                     | ―                     | 6     | 1     |
| C. F. Reus Deportiu "B" · España | 4.ª           | 2018-19       | 24    | 1     | ―                | ―                | ―                     | ―                     | 24    | 1     |
| C. F. Reus Deportiu "B" · España | Total club    | Total club    | 30    | 2     | 0                | 0                | 0                     | 0                     | 30    | 2     |
| F. C. Andorra · España           | 2.ª B         | 2019-20       | 12    | 2     | 2                | 0                | ―                     | ―                     | 13    | 2     |
| F. C. Andorra · España           | 2.ª B         | 2020-21       | 19    | 2     | 1                | 0                | ―                     | ―                     | 20    | 2     |
| F. C. Andorra · España           | Total club    | Total club    | 31    | 4     | 3                | 0                | 0                     | 0                     | 34    | 4     |
| Villarreal C. F. "B" · España    | 1.ª F         | 2021-22       | 10    | 2     | ―                | ―                | ―                     | ―                     | 10    | 2     |
| Villarreal C. F. "B" · España    | 2.ª           | 2022-23       | 1     | 0     | ―                | ―                | ―                     | ―                     | 1     | 0     |
| Villarreal C. F. "B" · España    | Total club    | Total club    | 11    | 2     | 0                | 0                | 0                     | 0                     | 11    | 2     |
| F. C. Barcelona Atlètic · España | 1.ª F         | 2023-24       | 5     | 1     | ―                | ―                | ―                     | ―                     | 5     | 1     |
| F. C. Barcelona Atlètic · España | Total club    | Total club    | 5     | 1     | 0                | 0                | 0                     | 0                     | 5     | 1     |
| Total carrera                    | Total carrera | Total carrera | 77    | 9     | 3                | 0                | 0                     | 0                     | 80    | 9     |